# Lamprospora crechqueraultii
Lamprospora crechqueraultii (P. Crouan & H. Crouan) Boud. – gatunek grzybów z rodziny Pyronemataceae.

## Systematyka i nazewnictwo
Pozycja w klasyfikacji według Index Fungorum: Lamprospora, Pyronemataceae, Pezizales, Pezizomycetidae, Pezizomycetes, Pezizomycotina, Ascomycota, Fungi.
Po raz pierwszy opisali go w 1857 r. Pierre Louis Crouan i Hippolyte Marie Crouan, nadając mu nazwę Ascobolus crechqueraultii. Obecną nazwę podał Jean Louis Émile Boudier w 1907 r.
Ma 14 synonimów. Niektóre z nich:
- Octospora crechqueraultii (P. Crouan & H. Crouan) Caillet & Moyne 1980
- Ramsbottomia crechqueraultii (P. Crouan & H. Crouan) Benkert & T. Schumach. 1985
- Ramsbottomia macrantha (Boud.) Benkert & T. Schumach. 1985[2].

## Morfologia
Owocniki talerzykowate o średnicy 1–5 (6) mm, żółte, żółtopomarańczowe, pomarańczowe z jasnobrązowym obrzeżeniem, bez włosków i bez trzonu, wyrastające bezpośrednio z podłoża. Miąższ jasnożółty do żółtopomarańczowego, pomarańczowy, miękki. Worki o długości 100 μm i średnicy 20 μm, zarodniki kuliste, jasnobrązowe, 16–18 μm, z kolcami o długości 1–3,5 μm.

## Występowanie i siedlisko
Geopora arenicola występuje w Ameryce Północnej i Południowej, Europie, Azji i Europie i Australii. Najwięcej stanowisk podano w Europie; jest tu szeroko rozprzestrzeniona i występuje od Morza Śródziemnego po północne krańce Półwyspu Skandynawskiego i Islandię. W Polsce M.A. Chmiel w 2006 r. przytoczyła 3 stanowiska, w późniejszych latach podano kilka następnych. Aktualne stanowiska podaje także internetowy atlas grzybów (jako Ramsbottomia macracantha (Boud.) Benkert et T. Schumach., według Index Fungorum jest to synonim  Lamprospora crechqueraultii). Znajduje się w nim na liście gatunków rzadkich i wartych objęcia ochroną.
Grzyb naziemny saprotrof. Występuje w lasach mieszanych, parkach, na łąkiach, na wilgotnej, gliniastej glebie, owśród mchów i szczątków roślinnychy, od wiosny do późnej jesieni.